# Chadwell St. Mary
Chadwell St Mary is een plaats in het bestuurlijke gebied Thurrock, in het Engelse graafschap Essex. De plaats telt 9.631 inwoners.